# The New America
The New America è l'undicesimo album in studio del gruppo musicale statunitense Bad Religion, pubblicato il 9 maggio 2000 dall'etichetta discografica Atlantic Records.

## Tracce
Testi e musiche di Greg Graffin, eccetto dove indicato.
1. You've Got a Chance – 3:41
2. It's a Long Way to the Promise Land – 2:29
3. A World Without Melody – 2:32
4. New America – 3:25
5. 1000 Memories – 3:00
6. A Streetkid Named Desire – 3:17
7. Whisper in Time – 2:32
8. Believe It – 3:41 (Greg Graffin, Brett Gurewitz)
9. I Love My Computer – 3:06
10. The Hopeless Housewife – 2:59
11. There Will Be a Way – 2:53
12. Let It Burn – 2:44
13. Don't Sell Me Short – 3:58

Traccia aggiunta nella versione europea
1. The Fast Life – 2:01

Tracce aggiunte nella versione giapponese
1. The Fast Life – 2:01
2. Queen of the 21st Century – 4:17

## Formazione
- Greg Graffin – voce
- Brian Baker - chitarra
- Greg Hetson – chitarra
- Jay Bentley – basso
- Bobby Schayer – batteria

## Classifiche
| Classifica (2000) | Posizione massima |
| ----------------- | ----------------- |
| Austria           | 47                |
| Finlandia         | 38                |
| Germania          | 16                |
| Stati Uniti       | 88                |
| Svezia            | 53                |
| Svizzera          | 69                |